# Teoria del Casamiento en casa
La Teoria del Casamiento en casa (en català: Teoria del Casament a Casa) és una teoria sobre el llinatge de Ramon Berenguer IV i l'origen del Casal d'Aragó amb implicacions sobre el Senyal Reial formulada per l'historiador Antonio Ubieto Arteta que es basa en la institució jurídica consuetudinària del Casament a casa.

## El Casament a casa
El Casament a casa és una institució jurídica aragonesa de font capitular i règim consuetudinari que regula un seguit de qüestions respecte als casos de viudetat, donat que la regulació d'aquestes qüestions és contrària als històrics Furs d'Aragó el casament a casa s'estableix inserint un conveni en els capítols matrimonials.
El casament a casa estipula, concretament, que en cas de mort de l'hereu/pubilla, s'atorga al cònjuge que s'ha quedat vidu/a la pròrroga de l'usdefruit vidual, i en cas que aquest vidu/a vulgui contraure un nou matrimoni i sigui autoritzat a fer-ho, al dret que aquest té a comunicar l'usdefruit vidual al seu nou cònjuge.

## La Teoria del «Casamiento en casa»

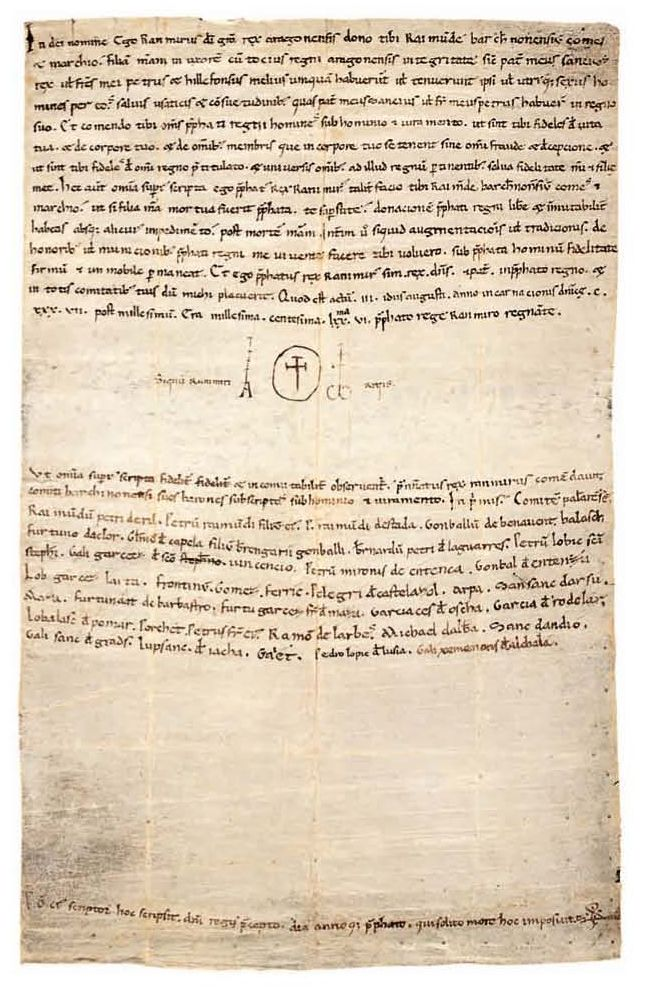
Als Capítols matrimonials de Barbastre de l'11 d'agost del 1137 es pactà el matrimoni entre el comte de Barcelona Ramon Berenguer IV i la reina Peronella d'Aragó, que conceberen un fill i successor comú pels seus territoris i dignitats: Alfons el Cast primus rex Aragonum post unionem.(ACA, Perg. RBIV, car. 35, núm. 86)

El 1987 l'historiador aragonès Antonio Ubieto Arteta, després d'estudiar el document que disposava el matrimoni entre Ramon Berenguer IV i Peronella d'Aragó, els anomenats Capítols matrimonials de Barbastre (1137), proposà la Teoria del casamiento en casa. Segons aquesta teoria, el document no és un mer pacte mitjançant el qual el rei Ramir II d'Aragó entregava en matrimoni la seva filla Peronella i feia donació del regne d'Aragó al comte Ramon Berenguer IV, sinó que en realitat es tracta d'una capitulació matrimonial formal, en la que a més hi havia inclosa una clàusula on s'exposava una disposició jurídica aragonesa de règim consuetudinari anomenada «Casamiento en casa».
El «Casamiento en casa» és una clàusula que s'insereix en els capítols matrimonials i que disposa que si l'hereu/pubilla de la casa que contrau matrimoni amb un foraster es mor, aleshores el foraster que queda vidu/a podrà continuar gaudint de la casa com si fos seva, fins i tot en el cas que tornés a contraure matrimoni amb un tercer. Segons Antonio Ubieto Arteta, aquesta disposició s'adduí el que disposen els anomenats Capítols matrimonials de Barbastre del 1137, on s'estipula que la donació del regne d'Aragó (que segons Ubieto seria com la «casa») a Ramon Berenguer IV es mantindria, fins i tot, si Peronella es morís: 
| «                                    | Totes aquestes coses sobreescrites jo citat rei Ramir de tal manera faig a tu Ramon, comte dels barcelonins i marquès, que si la meva filla citada morís, sobrevisquen-la tu, la donació del predit regne lliure i immutablement tinguis, sense cap tipus d'impediment, després de la meva mort. | » |
| — Capítols matrimonials de Barbastre | |   |

A partir de la premissa que aquesta frase dels Capítols matrimonials de Barbastre (1137) respon en realitat a una clàusula de «Casamiento en casa», l'historiador aragonès Antonio Ubieto Arteta continua desenvolupant la seva teoria i proposa que l'existència d'aquesta clàusula implica automàticament que el comte Ramon Berenguer IV havia quedat integrat, com a membre de ple dret, en la Casa reial d'Aragó; és a dir, que la clàusula del «Casamiento en casa» no es limitava a disposar sobre allò que disposa, els casos de viudetat, sinó que implícita i sibil·línament Ramir II d'Aragó estava absorbint i adoptant com a fill al comte Ramon Berenguer IV, que passava a integrar-se dins la casa, i la família i llinatge dels reis d'Aragó.
Aquesta idea de l'afillament implícit vindria referendada per la darrera frase dels Capítols matrimonials de Barbastre on el rei Ramir II d'Aragó conclou que: «I jo Ramir seré rei, senyor i pare en el citat regne i en tots els teus comtats, mentre em plagui». En definitiva, i segons Antonio Ubieto Arteta, seria ja a partir dels Capítols matrimonials de Barbastre, i no amb el naixement d'Alfons II d'Aragó (1157) o amb l'inici del regnat efectiu d'aquest (1174), quan es produí la integració de la Casa i cort comtal de Barcelona en la Casa reial d'Aragó, i a més, segons Ubieto, també el 1137 s'exigí el llinatge dels comtes de Barcelona iniciat per Guifré el Pilós.

## Resposta a la teoria del casament a casa
Josep Serrano i Daura va publicar en el volum XV (1997) de la Col·lecció d'Estudis Històrics i Documents dels Arxius de Protocols (Barcelona) un article titulat: La donació de Ramir II d'Aragó a Ramon Berenguer IV de Barcelona de 1137 i la institució del “casamiento en casa". En aquest article desvincula els pactes de 1137 entre Ramiro II el monjo i Ramon Berenguer IV, de la institució familiar típicament aragonesa coneguda com el «casamiento en casa», ja que segons el catedràtic la institució no apareix recollida en compilacions forals ni consuetudinàries de dret alt-aragonès del segle xiv ni anteriors i entraria en contradicció amb aquestes. Tampoc cap dels juristes aragonesos consultats per Serrano i Daura que han estudiat la institució amb suficient profunditat localitzen l'origen de tal institució i únicament es remeten a documents del segle xviii i següents.
Per J.Serrano i Daura el «casamiento en casa» és una institució consuetudinària però tardana, potser del segle xv o posterior, pròpia d'una comunitat familiar típicament agrícola i/o ramadera que persegueix la conservació i pervivència d'un patrimoni familiar, però de caràcter estrictament privat i que no es correspon a l'acte de 1137.

## Implicacions heràldiques

### Les armes de la Casa d'Aragó
L'historiador aragonès Antonio Ubieto Arteta mai no va derivar implicacions heràldiques de la seva teoria. Serà l'historiador aragonès Guillermo Fatás Cabeza (2000), prenent com a certa la Teoria del Casamiento en casa i després de rebatejar-la amb el nom de «Matrimonio en casa» (en lloc de l'autèntic «Casamiento en casa»), qui reblarà doncs que ja no té la menor transcendència el fet que el senyal heràldic dels quatre pals no aparegui en cap dels anteriors reis d'Aragó i Pamplona, o que el primer en portar-lo a l'escut fos el comte de Barcelona i príncep d'Aragó Ramon Berenguer IV. Com que, segons la Teoria del Casamiento en casa, Ramon Berenguer IV ja havia estat adoptat des del 1137 com a membre de la casa reial, però també en la família i llinatge dels reis d'Aragó, i a més, el primer segell no apareix fins al setembre del 1150, un mes posterior al casament formal entre Ramon Berenguer IV i Peronella d'Aragó, el senyal heràldic dels quatre pals seria doncs un senyal propi i exclusiu de la seva nova casa i del seu nou llinatge, el dels reis d'Aragó.
| «                                                                                | Sentado la cual no hay dificultad ninguna en responder a la cuestión, tan debatida, de quiénes fueron los titulares de la Barras de Aragón: los Aragón, la Casa de Aragón. De ahí el nombre que se ha dado al emblema universalmente. No es relevante quién la usó antes, aunque ello tenga su interés, puesto que no aparecen nunca con anterioridad a 1137 y, según los mejores especialistas, tampoco antes de 1150, fecha de la extinción formal y plena de la Casa de Barcelona, absorbida por la Casa de Aragón por mutua conveniencia y deseo del titular de aquella, que se atuvo durante su larga vida al compromiso de modo escrupuloso. | » |
| — Guillermo Fatás Cabeza, Aragón, reino y corona / El escudo de Aragón; pàg. 172 | |   |

En definitiva doncs, per a Guillermo Fatás Cabeza, donat que no existeixen testimonis datables anteriors a Ramon Berenguer IV, i que quan el senyal heràldic dels quatre pals apareix en l'escut dels segells de Ramon Berenguer IV aquest ja és, segons la Teoria del Casamiento en casa, membre de Casa reial d'Aragó i ha estat adoptat com a fill del llinatge dels reis d'Aragó, el senyal dels quatre pals és propietat exclusiva de la Casa reial d'Aragó i del llinatge dels reis d'Aragó i, per tant, no es correspon ni al territori del regne d'Aragó, però tampoc al comtat de Barcelona, i encara menys al llinatge dels comtes de Barcelona, que s'hauria extingit ja des del 1137, en comptes del 1157 (naixement del rei Alfons), del 1162 (mort de Ramon Berenguer IV) o del 1174 (proclamació d'Alfons com a rei d'Aragó i comte de Barcelona).

### Les armes pròpies i particulars de Ramon Berenguer IV, i dels seus descendents
Per a l'heraldista aragonès Faustino Menéndez Pidal de Navascués (2004), el fet que el senyal dels quatre pals no tingui precedents anteriors a Ramon Berenguer IV, i que els seus fills Alfons, Ramon Berenguer i Sanç, empressin igualment els pals en els escuts de les seves representacins eqüestres, vindria a demostrar que aquest senyal era propi, privat i particular de Ramon Berenguer IV, i que per tant no s'adscrivia ni a una dignitat (títol), ni a la possessió d'un territori, i que per tant no es relaciona ni amb el comtat de Barcelona ni amb el regne d'Aragó, ni tampoc amb els títols de sobirania sobre aquests territoris. L'emblema dels bastons d'or i gules tindria inicialment una significació personal referida a Ramon Berenguer IV, que seria heretada després pels seus descendents, devinguent d'aquesta manera armes amb una significació familiar, un senyal heràldic.
| «                                                                           | Porque los palos de oro y gules, hasta el fin de la edad media, tuvieron el caràcter preponderante o único de armas familiares de los descendientes de Ramon Berenguer IV. | » |
| — Faustino Menéndez Pidal de Navascués, El escudo de España (2004); pàg. 99 | |   |

| «                                                                     | En virtud de todas las consideracions previas, puede establecerse sin lugar a dudas que los palos de oro y gules nacem como emblema personal de Ramon Berenguer IV y, al hereadarlos sus hijos se convierten en el símbolo de su família, la Casa de Aragón, sin ligazón alguna con un territorio determinado. | » |
| — Alberto Montaner Frutos, El señal del rey de Aragón (1995); pàg. 35 | |   |

Menéndez Pidal (2004) és del parer que el senyal dels Quatre pals és del tipus d'emblemes de significat inicialment personal constituït per figures geomètriques que s'introdueixen en tota la cristiandat en el segon quart del segle xii (1125-1150), i està constituït per figures geomètriques. I insisteix novament en que malgrat el limitat coneixement que es té dels usos emblemàtics del segle xii, sembla que està molt clara la inicial significació familiar de l'emblema dels pals d'or i gules, i que no s'adscrivia a cap dignitat lligada a la possessió d'un territori.